# Аллаї
Аллаї (італ. Allai, сард. Àllai) — муніципалітет в Італії, у регіоні Сардинія,  провінція Ористано.
Аллаї розташоване на відстані близько 380 км на південний захід від Рима, 85 км на північ від Кальярі, 25 км на схід від Ористано.
Населення — 362 особи (2014).

## Демографія
Населення за роками:

Станом на 1 січня 2023 року в муніципалітеті офіційно проживало 8 іноземців з 2 країн, серед них 2 громадяни країн Євросоюзу та 6 громадян України.

## Сусідні муніципалітети
- Бузакі
- Фордонджанус
- Руїнас
- Самугео
- Сіаманна
- Сіапічча
- Віллаурбана